# Мухитдинов, Абзал Мирасбекович
Абзал Мирасбекович Мухитдинов (род. 15 апреля 1968, Кустанайская область, Казахская ССР, СССР) — казахстанский дирижёр, хормейстер, музыкальный педагог. Народный артист Казахстана (2024), заслуженный деятель Казахстана (2008). 

## Биография
Родился 15 апреля 1968 года в Кустанайской области.
В 1987 году окончил Алма-Атинское музыкальное училище им. П.И. Чайковского.
Окончил Алматинскую Государственную консерваторию им. Курмангазы (в 1992 году как хормейстер, в 1996 году — как дирижёр симфонического оркестра и оперы).
В магистратуре Йоркского университета Великобритании защитил диссертацию на тему «Ритмические традиции эпохи Барокко» (MA, York, UK).
В 2006 году прошёл стажировку в Университете города Анконы, Италия.

## Карьера
- В 1998 совместно с Народной артисткой РК Г. Мурзабековой (скрипка) организовал Ансамбль Камерной Музыки «Камерата Казахстана» (гастроли по Казахстану, Турции, Германии).
- В 1999 создал Симфонический оркестр Государственной Филармонии г. Астаны (художественный руководитель и главный дирижёр).
- С 2003 также является руководителем Большого симфонического оркестра Казахской Национальной Академии Музыки.
- В 2005 совместно с музыкантами-единомышленниками организовал Президентский Камерный Оркестр “La Primavera”.
- С 2000 по 2013 гг. — главный дирижёр открытого в Астане Национального Театра Оперы и Балета им. К. Байсеитовой.
- С 2013 до 2015 года — музыкальный руководитель и главный дирижёр Государственного театра оперы и балета «Astana Opera».

## Творчество
- Дирижёрский репертуар включает более 300 произведений вокально-симфонической, симфонической и камерной музыки и около 40 оперно-балетных спектаклей. В качестве дирижёра-постановщика осуществил 28 спектаклей, 12 из которых совместно с Народным Артистом России режиссёром Юрием Александровым.
- С 1992 работал с такими коллективами как: Камерный оркестр и Хор “Галбори”; Симфонический и Камерный оркестры Алматинского музыкального училища им. П.И. Чайковского; Симфонический оркестр Оперной Студии Алматинской Государственной Консерватории им. Курмангазы; Государственный Академический Театр Оперы и Балета им. Абая; Оперный театр г. Шымкент, Государственный Симфонический Оркестр Республики Казахстан; Симфонические оркестры Государственной филармонии Караганды, Петропавловска, Кокшетау; Эстрадно-симфонический оркестр «Астана»; Государственный Камерный оркестр «Академия солистов», Карагандинский Театр Музыкальной Комедии; Государственный Эстрадно-симфонический оркестр Украины; Симфонический оркестр Белорусской Государственной филармонии; Симфонический оркестр Омского Музыкального Театра; Симфонический оркестр Ульяновской Филармонии; Симфонический оркестр Йоркского Университета Великобритании; Симфонический Оркестр Мариинского театра.
- Наряду с концертными выступлениями с филармоническим симфоническим и камерными оркестрами, а так же службой в Театре, занимается педагогической деятельностью в Казахский национальный университет искусств и пропагандой мировой классической музыки на Радио.
- Осуществляет художественное руководство Северо-Казахстанской областной филармонией.
- Автор ряда произведений для симфонического оркестра, хора, фортепиано. Ведёт большую редакторскую и издательскую работу над произведениями казахстанских композиторов; оркестровал балеты Р. Салаватова «Алкисса» и «Снежная Королева».
- В 2006 году прошёл стажировку в университете города Анконы в Италии.
- Является автором оркестровой редакции нового Государственного Гимна Республики Казахстан, осуществил новую музыкальную редакцию оперы М. Тулебаева «Біржан-Сара».

## Гастроли
- Выступает как на родине, так и за рубежом (Великобритания, Германия, Италия, Болгария, Австрия, Турция, Россия, Южная Корея, Йордания) со многими музыкантами мирового класса. Среди них — Роберто Аланья, Мауриццио Барбаро, Валерия Эспозито, Франческо Аниле, Альберто Газале, Аннализа Распальози (Италия), Жерар Коссе, Франсуа Чаплин (Франция), Марк Холланд, Джеймс Керби (Великобритания), Пьетро Масса (Германия), Олег Крыса, Анастасия Хитрук (США), Миранда Кейс (Австралия), Марианн Талаба (Австрия), Зураб Соткилава, Владислав Пьявко, Роман Муравицкий, Павел Черных и Марина Лапина (Большой Театр, Москва), Август Амонов, Виктор Черноморцев, Ахмед Агади (Мариинский театр), Батыржан Смаков и многими другими.
- Гастролировал с Симфоническим Оркестром Государственной Филармонии г. Астана и БСО КазНАМ, НТОБ им. Байсеитовой и ГАТОБ им. Абая; Камерными оркестрами «Камерата Казахстана», «Академия солистов» и «La Primavera». Дирижировал во многих известных концертных залах Италии, Болгарии, Турции, Германии, Франции, Австрии, Южной Кореи, России, среди которых — «Концертхаус» г. Берлин, «Музикферайн» и «Хоффбург» г. Вена, «Гаво» г. Париж, «Санта-Чечилия» г. Рим, «Мун» г. Сеул, «Россия» г. Москва, а также Государственный Академический Большой Театр России и Театр «Новая Опера» г. Москвы, оперные театры г. Саратова и Уфы.

## Государственные награды
- 2002 — Орден Курмет (15.12.2002)[1]
- 2008 — Присвоено почётное звание «Заслуженный деятель Республики Казахстан» (за заслуги в области казахского театрального и музыкального искусства)
- 2024 (23 октября) — присвоено почётное звание «Народный артист Казахстана».[2]
- Медали
- 2001 — Медаль «10 лет независимости Республики Казахстан»
- 2011 — Медаль «20 лет независимости Республики Казахстан»
- 2016 — Медаль «25 лет независимости Республики Казахстан»
- Медаль «За безупречную службу» (Казахстан) III степени